# Gouvernement Aksel V. Johannesen II
Îles Féroé
Bárður á Steig Nielsen 
Le gouvernement Aksel V. Johannesen II est le gouvernement des îles Féroé depuis le 22 décembre 2022. Il est dirigé par le Premier ministre Aksel V. Johannesen du Parti social-démocrate en coalition avec les partis République et Progrès.

## Historique

### Contexte
Les élections législatives du 8 décembre 2022 ont lieu de manière anticipée. Elles sont la conséquence de la perte de la majorité du gouvernement de Bárður á Steig Nielsen du Parti de l'union, après l'éviction du ministre du Parti centre Jenis av Rana pour des propos homophobes, ce qui entraîne le retrait du parti du gouvernement et donc la chute de ce dernier.
Les résultats du scrutin voit le recul du Parti du peuple, qui perd sa première place au profit du Parti social-démocrate dirigé par Aksel V. Johannesen, le reste du Løgting — le parlement de l'archipel — restant essentiellement inchangé.

### Formation
Le 22 décembre 2022, Aksel V. Johannesen est nommé Premier ministre et forme un gouvernement de coalition avec les partis République et Progrès. Ensemble, ils détiennent une courte majorité absolue de 17 sièges sur 33 au Løgting.

## Composition
Le gouvernement Johannesen II est composé de neuf ministres nommés le 22 décembre 2022, soit deux de plus que le gouvernement précédent.
| Portefeuille                                                                          | Titulaire            | Parti | Parti            |
| ------------------------------------------------------------------------------------- | -------------------- | ----- | ---------------- |
| Premier ministre                                                                      | Aksel V. Johannesen  |       | Social-démocrate |
| Vice-Premier ministre Ministre des Affaires étrangères, du Commerce et de l'Industrie | Høgni Hoydal         |       | République       |
| Ministre des Finances                                                                 | Ruth Vang            |       | Progrès          |
| Ministre de la Justice et des Affaires internes                                       | Bjarni K. Petersen   |       | Progrès          |
| Ministre des Affaires sociales et de la Culture                                       | Sirið Stenberg       |       | République       |
| Ministre de la Santé                                                                  | Margit Stóra         |       | Social-démocrate |
| Ministre de la Pêche                                                                  | Dennis Holm          |       | République       |
| Ministre de l'Enfance et de l'Éducation                                               | Djóni Nolsøe Joensen |       | Social-démocrate |
| Ministre de l'Environnement                                                           | Ingilín D. Strøm     |       | Social-démocrate |

## Parité
Avec cinq hommes et quatre femmes ministres, le gouvernement Johannesen II apparaît comme plus paritaire que celui de son prédécesseur.